# 大草甸國家自然公園
大草甸國家自然公園（烏克蘭語：Великий Луг）是位於乌克兰东南部扎波羅熱州的一個草原，它位在第聂伯河中第聂伯河水电站所創建的卡霍夫卡水庫南岸，其岸上的草地和蘆葦對於歐洲大量的候鳥遷徙提供幫助。。